# World Cyber Games 2001

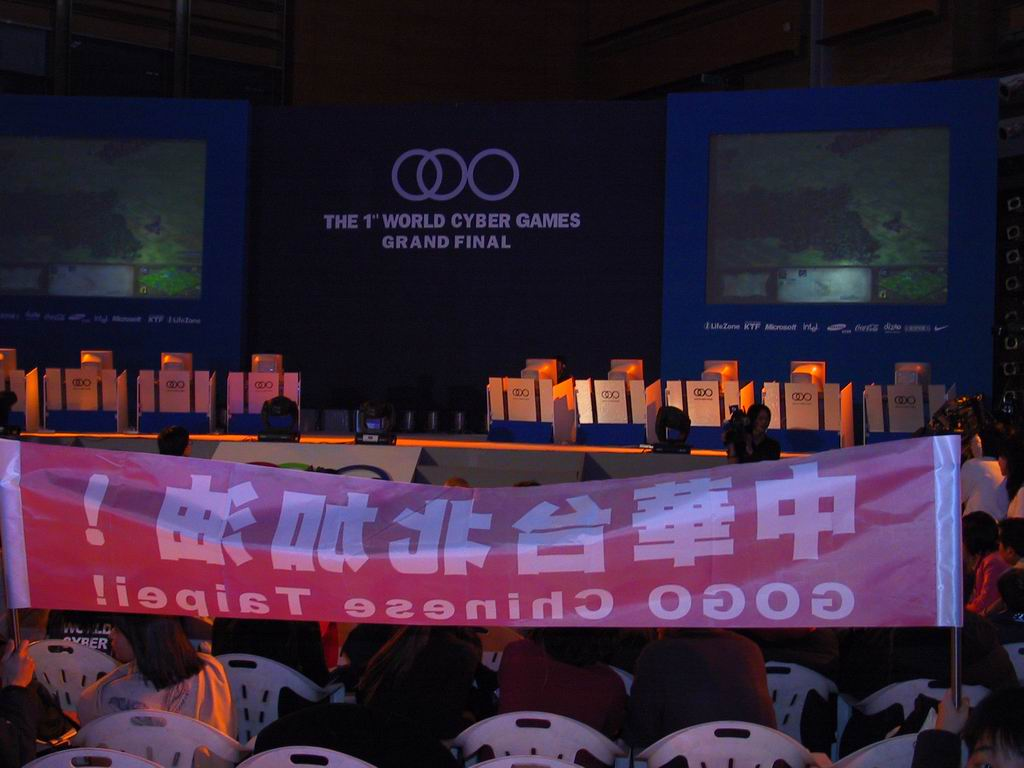
World Cyber Games 2001 a Seul

I World Cyber Games 2001 si sono svolti a Seul, Corea del Sud, dal 5 dicembre al 9 dicembre 2001. L'evento ospitava 430 giocatori da 37 Paesi, con un montepremi di 300000 $.

## Giochi ufficiali
- Age of Empires II
- Counter-Strike
- FIFA 2001
- Quake III Arena
- StarCraft: Brood War
- Unreal Tournament

## Risultati
| Giochi               | Gold     | Silver   | Bronze    |
| Age of Empires II    | IamKmkm  | iamgrunt | chun_yu   |
| Counter-Strike       | [:LnD:]  | [mTw]    | All-Stars |
| FIFA 2001            | Jaguar   | Champion | ZW        |
| Starcraft: Brood War | gonia119 | ElkY     | GoRush    |
| Unreal Tournament    | GitzZz   | XS Pain  | SLXC Xan  |
| Quake III: Arena     | Zero4    | Lexer    | SK.Stelam |

## Medagliere
| Nazione       | O | A | B |
| ------------- | - | - | - |
| Corea del Sud | 3 | 1 | 3 |
| Cina          | 2 | 0 | 1 |
| Germania      | 1 | 2 | 2 |
| Stati Uniti   | 1 | 1 | 0 |
| Canada        | 1 | 0 | 1 |
| Svezia        | 1 | 0 | 1 |
| Paesi Bassi   | 1 | 0 | 0 |
| Taipei cinese | 1 | 0 | 0 |
| Italia        | 0 | 3 | 0 |
| Russia        | 0 | 2 | 0 |
| Francia       | 0 | 1 | 1 |
| Giappone      | 0 | 1 | 0 |
| Finlandia     | 0 | 0 | 1 |
| Hong Kong     | 0 | 0 | 1 |